# Camptoloma bella
Camptoloma bella is een vlinder uit de familie van de Uilen (Noctuidae). De wetenschappelijke naam van de soort is voor het eerst geldig gepubliceerd in 2005 door M. Wang & G.H. Huang.
De vlinder heeft een voorvleugellengte van ongeveer 23 millimeter. De basiskleur van de vleugels is geel. 
De soort komt voor in China in de provincie Guangxi.